# Billy Hadnott
William K. Billy Hadnott (* 30. November 1914 in Port Arthur, Texas; † 1. Dezember 1999 in Los Angeles, Kalifornien) war ein US-amerikanischer Jazz- und Blues-Bassist.

## Leben und Wirken
Billy Hadnott spielte 1940 bei Harlan Leonard and His Rockets, in der Mitte der 1940er und in den 1950er Jahren mit Coleman Hawkins, Charlie Parker, Lester Young, Red Norvo und Sonny Criss; er gehörte auch den Bands von Illinois Jacquet, Ike Lloyd, Wardell Grays Los Angeles All-Stars und Louis Jordan and his Tympani Five an und spielte auf den frühen Jazz at the Philharmonic Tourneen. Mit Julia Lee hatte er 1947 mit „Gotta Gimme Whatcha Got“, #3) einen Hit in den R&B-Charts.
Hadnott hatte Anfang der 1950er Jahre eine eigene Formation, in der u. a. der Pianist Ernie Freeman spielte. Im April 1952 nahm er mit Freeman, Sonny Criss, Oscar Moore vier Titel unter eigenem Namen für Federal Records auf, darunter den Limehouse Blues. Hadnott arbeitete außerdem mit Blues-Musikern wie Julia Lee, Gladys Bentley, Lowell Fulson und T-Bone Walker.

## Diskographische Hinweise
- Bird and Pres – The ’46 Concerts Jazz at the Philharmonic (Verve)

## Lexikalischer Eintrag
- Bielefelder Katalog 1988 & 2002
- Richard Cook, Brian Morton: The Penguin Guide to Jazz Recordings. 8. Auflage. Penguin, London 2006, ISBN 0-14-102327-9.